# Sunset Limited
A Sunset Limited egy személyvonat az Amerikai Egyesült Államokban. 1971 óta fut hetente háromszor. Kezdetben a keleti végállomása Orlando volt, de a Katrina hurrikán óta New Orleans, a nyugati 1971 óta változatlanul Los Angeles.
Mindkét irányban hetente háromszor közlekedik, átlagos menetideje a két végállomás között 48 óra. San Antonio állomáson Los Angeles felé hozzá, míg Los Angeles felől lecsatolják a Texas Eagle közvetlen kocsijait. Emeletes Superliner személykocsikkal közlekedik.
New Orleansból hétfőn, szerdán és pénteken, míg Los Angelesből szerdán, pénteken és vasárnap indul. A legutolsó pénzügyi évben összesen 92 827 (2019) utas utazott a járaton, naponta átlagosan 254 (2019) utasa volt.

## Fordítás
- Ez a szócikk részben vagy egészben  a   Sunset Limited című angol Wikipédia-szócikk fordításán alapul.  Az eredeti cikk szerkesztőit annak laptörténete sorolja fel. Ez a jelzés csupán a megfogalmazás eredetét és a szerzői jogokat jelzi, nem szolgál a cikkben szereplő információk forrásmegjelöléseként.